# Buayan (Batang Anai)
Buayan is een bestuurslaag in het regentschap Padang Pariaman van de provincie West-Sumatra, Indonesië. Buayan telt 3630 inwoners (volkstelling 2010).